# رونچنیو ترمه
رونچنیو ترمه (به ایتالیایی: Roncegno Terme) یک کومونه در ایتالیا است که در ترنتینو واقع شده‌است.
 رونچنیو ترمه ۳۸٫۰۸ کیلومتر مربع مساحت و ۲٬۸۷۹ نفر جمعیت دارد و ۵۳۵ متر بالاتر از سطح دریا واقع شده‌است.